# Election Day (Arcadia)
Election Day is een nummer van de Britse gelegenheidsformatie Arcadia, met leden van Duran Duran. Het is de eerste single van hun album So Red the Rose uit 1985. Op 14 oktober dat jaar werd het nummer op single uitgebracht.

## Achtergrond
Na vier jaar lang hits gescoord te hebben met Duran Duran, scoorden Simon le Bon, Nick Rhodes en Roger Taylor als Arcadia ook een grote hit met "Election Day". De plaat werd een hit in een aantal landen. zo behaalde de plaat in thuisland het Verenigd Koninkrijk de 7e positie in de UK Singles Chart. In Ierland werd de 5e positie bereikt, Italië de nummer 1-positie, Duitsland de 22e, Australië de 13e, Nieuw-Zeeland de 4e, Canada de 8e en de Verenigde Staten de 6e positie.
In Nederland werd de plaat een radiohit in de destijds drie hitlijsten. De plaat bereikte de 12e positie in de Nationale Hitparade, de 14e  positie in de Nederlandse Top 40 en de 15e positie in de laatste, op 21 november 1985 op Hilversum 3 uitgezonden, TROS Top 50. In de pan Europese hitlijst, de TROS Europarade, werd de 8e positie bereikt.
In België bereikte de plaat de 14e positie in de voorloper van de Vlaamse Ultratop 50 en de 15e positie in de Vlaamse Radio 2 Top 30.
Le Bon, Rhodes en Taylor hebben als Arcadia het succes van "Election Day" later niet meer kunnen evenaren, en besloten in 1986 weer verder te gaan met Duran Duran.